# Hot Wheels AcceleRacers
Hot Wheels AcceleRacers es una serie animada de películas lanzada por Mattel en el año 2005. Es animado por computadora, producida por Mainframe Entertainment de Vancouver, Columbia Británica, Canadá, que también produjo ReBoot y distribuida por Warner Bros. Disponible en DVD y VHS, también se ha mostrado en Toonami de la cadena Cartoon Network.
El show toma los coches de juguete Hot Wheels de Mattel y los pone en una situación de reinicio, algo como las carreras que recuerdan a Tron. Se trata de una serie secuela de Hot Wheels Carrera Mundial. Ambos espectáculos se llevan a cabo en California. La banda sonora distribuida por Sony BMG y juguetes fueron vendidos en las tiendas y obsequios en McDonalds Happy Meal.

## Argumento
Dos años después del final de la Carrera Mundial, el Dr. Peter Tezla continúa estudiando la información que reunió de la Rueda de Poder mientras que estaba en su resguardo. Sin embargo, se encuentra con que Gelorum ha regresado totalmente reparada, ahora con su ejército de Racing Drones y que ella nuevamente está intentando robar la Rueda del poder. Tezla entra en la carretera 35 asimismo intenta detener Gelorum pero falla, resulta muy herido y ve cómo los Drones capturan la Rueda. Se las arregla para escapar de vuelta a la Tierra y los Drones vuelven a su nueva sede en Hot Wheels City.
Mientras tanto, en la actual California, expilotos de la Carrera Mundial como Vert Wheeler, Kurt Wylde, Taro Kitano y Mark Wylde se han convertido en miembros de dos equipos de carreras callejeras: el Teku y los Metal Maniacs. Durante una carrera de revancha en la costa, aparece el asistente robótico del doctor Tezla, GIG, diciéndole a los ex conductores de la Carrera Mundial que el Dr. Tezla necesita su ayuda. Al llegar a la antigua base del Dr. Tezla de la World Race, con algunos de sus nuevos compañeros de equipo, la encuentran parcialmente destruida. El antiguo piloto de Dune Ratz, Brian Kadeem, aparece y los lleva a la AcceleDrome, la nueva base del Dr. Tezla. Después de la llegada de los conductores, el Dr. Tezla aparece como un gran holograma en el centro de la caverna y les dice lo que ha descubierto: nuevos hallazgos en la investigación de la Rueda de poder. Ahora que la rueda ha sido tomada en la carretera 35, los Drones tienen control sobre los portales de las dimensiones.
Cada uno de los símbolos en la rueda, representa uno de los Reinos de Carreras, que son mundos inter-dimensionales que tienen pistas que atraviesan un elemento, con las más complicadas condiciones de conducción y de la manera más difícil posible (había quince Reinos en la serie, solo doce que fueron mostrados en realidad, ya que los Drones ya habían completado tres antes del comienzo de la serie, pero solo se muestran los tres AcceleChargers obtenidos). Los Drones han estado entrando a los Reinos. Cada vez que se termina un reino, el primer piloto en llegar al final de la pista obtiene un AcceleCharger, lo que le da a su coche la capacidad de conducir a través de cualquier condición que se relacione con el reino que fue ganado, Descubrieron que el holograma de la rueda siempre se sintoniza con la rueda real, funciona como un portal inter-dimensional a los Reinos de Carreras (también hay que señalar que los Drones tienen su propio portal de holograma de la rueda, debido a la captura de la Rueda real). Los conductores entran en los reinos para tratar de detener a los Drones, pero les resulta más difícil que el World Race porque la propia rueda decide cuándo abrir los Reinos y que cada reino sólo permanece abierto durante una hora, sin salida hasta que se completa.
A medida que la carrera para detener los Drones continúa, los conductores se encuentran atrapados en los Reinos, los rencores entre los equipos crecen, y una nueva fuerza enemiga conocida como los Silencerz, está tratando de derrotar tanto a los Drones y a los seres humanos con la tecnología de holograma de la misma rueda que los otros conductores en la actualidad comparten. A medida que la carrera para detener el Drones llega a su fin, el secreto de la prueba de la Acceleron trata de develarse: los Reinos de carreras fueron diseñados para crear "el conductor perfecto" y los AcceleChargers fueron creados como claves para tener la Rueda del Poder como un portal para el mundo de los Accelerons.

## Películas
| Nombre | Nombre                                               | Primera Fecha del aire | Duración   |
| ------ | ---------------------------------------------------- | ---------------------- | ---------- |
|        | Hot Wheels: AcceleRacers – Ignición                  | 8 de enero de 2005     | 60 minutos |
|        | Hot Wheels: AcceleRacers – La Velocidad del Silencio | 19 de marzo de 2005    | 60 minutos |
|        | Hot Wheels: AcceleRacers – Punto de Quiebre          | 25 de junio de 2005    | 60 minutos |
|        | Hot Wheels: AcceleRacers – La Máxima Carrera         | 1 de octubre de 2005   | 60 minutos |

Hay cuatro DVDs de la serie. Constituyen una historia continua . Con el fin de la historia son :

- Ignición (60 min)
- La Velocidad del Silencio (60 min)
- Punto de Quiebre (60 min)
- La Máxima Carrera (60 min)

La primera película de cine se divide en tres episodios de alrededor de veinte minutos cada uno para los DVD que vienen con vehículos HyperPod , además de ser lanzado como una característica sesenta minutos . Las cuatro películas completas también se han lanzado en un  Box Set.

## Personajes

### Metal Maniacs
Los Metal Maniacs (Maníacos del Metal en Español) son uno de los dos equipos que compiten en la 'serie' Hot Wheels AcceleRacers . Ellos son un grupo de musculosos, luchadores, conductores brutos cuyos vehículos son una mezcla entre componentes de metal de desecho y de autos de carreras que recuerdan a camiones monstruo de estilo antiguo. Tienen un estilo de conducción temerario y escandaloso.  Tienen una fuerte rivalidad con los Teku.
- Tork Maddox (voz de Adrian Holmes (en)/ Jorge Solórzano (es)): El líder de los Metal Maniacs. Tork tiene una rivalidad con Nolo Pasaro, líder de los Teku, que culpa Tork por la muerte de su hermano mayor, Tone. En verdad, Tork no causó la muerte de Tone, pero permite a Nolo culparlo porque, no obstante, Tork cree ser responsable. A menudo sufren de pesadillas en las carreras, durante las cuales Tork aparentemente choca el parachoques trasero de Tone que lo hace girar y accidentarse. Él siempre se contiene cuando Nolo intenta vengarse de él por haber matado a su hermano, diciéndole que no quiere pelear con él. Cuando Nolo llega a un acuerdo con ese hecho, con el tiempo se convierten en amigos. A Tork también le encantan los deportes de lucha, y las carreras. Su único coche en la serie es el "Hollowback".
- Taro Kitano (voz de Kevan Ohtsji (en)/ Orlando Arenas (es)): Un ex campeón de carreras y el exjefe de equipo de los Scorchers en la World Race de Highway 35, él es un millonario que ha escalado el Everest y lo esquió hacia abajo dos veces. Un corredor tranquilo y sereno que respeta los Teku, a Vert Wheeler y a Karma Eiss. Solía tener una relación con Lani Tam, pero se rompió. Ella comentó más adelante: "Ellos no hablan mucho" dando a entender la razón de su separación. Él parece estar atraído por la igualmente tranquila y serena Karma, quien admite que es un muy buen conductor. Su primer coche de la serie es '70 Plymouth Road Runner, una pintura de su coche de la Highway 35 .
- Deezel "Porkchop" Riggs (voz de David Kaye (en)/ Fernando Manrique (es)): Invicto en las carreras hasta que corrió contra los Teku. Él tiene una rivalidad con Shirako Takamoto, de los Teku. Principalmente porque no le gusta la música que Shirako escucha. Porkchop tiene una fuerte relación con el mecánico Mitchell "Monkey" McLurg. Inicialmente conduce el coche "Jack Hammer" y la motocicleta "Jaw Jammer", pero cambió por el coche "Piledriver" al final de la serie. Suele acudir al rescate de Monkey, por ejemplo, cuando necesitaban algunos corredores para secuestrar una de las "Barredoras" de los Racing Drones, Porkchop y Monkey fueron los elegidos para entrar. El conductor del Sweeper atrapó a Monkey, entonces Porkchop atravesó la pared y golpeó su cabeza para así liberar a su amigo. Porkchop tenía un miedo infantil al agua, lo que le causó grandes problemas en el Reino del agua, en el que se hundió y no oprimió el REC (Retorno de Emergencia del Conductor) del dispositivo hasta que el agua entró y estaba a punto de ahogarse. Salió del portal a la misma velocidad que iba, aterrizando en una pila de cajas de cartón y materiales de construcción. Más tarde en la enfermería hablo con Monkey sobre eso, Porkchop le contó cómo vio a su padre ahogarse cuando él era un niño.
- Mark "Markie" Wylde (voz de Will Sanderson (en)/ Camilo Rodríguez (es)): Un exmiembro del equipo antiguo de Vert, los Wave Rippers. Lejos de ser un corredor inocente que se reconcilió con su hermano mayor, Kurt Wylde al final de la Highway 35, Markie es agresivo, de mal genio, y se irrita fácilmente con su hermano mayor y Tork. Al parecer, antes de que comenzara la saga Acceleracers, Kurt habló con Markie acerca de unirse a un "acuerdo de negocios",y cuando las cosas iban mal él se rehusó a rendirse, pero terminó arrestado. Después de dos años de prisión, Markie se unió a los Metal Maniacs y se negó a reconciliarse con su hermano por haberlo abandonado. Está decidido a probarse a sí mismo, incluso si esto significa romper las reglas. Después del Reino del Metro, estaba muy enojado con Monkey y Tork; con Monkey por haber perdido su coche en un Sweeper, y con Tork por dejar que Monkey condujera su coche. Después de esto, Tork no permitió que Markie conduzca en los Reinos a causa de su determinación de vengarse de Kurt, que no sea ganar. Su primer coche es el "Spinebuster", el segundo es "Flathead Fury". Su anterior coche en la World Race (como parte de los Wave Rippers) era un Corvette Stingray. No se sabe qué le sucedió después de la World Race. Al ser un convicto, se cree que se convirtió en un corredor debido a que probablemente, cuando la policía fuese tras él, podría huir conduciendo. Sin embargo cuando fue atrapado, su coche pudo haber sido incautado como evidencia, y posteriormente subastado. En una carrera entre Tork, Monkey perdió su coche, y por ello Tork no le permitió correr más, Markie harto de Tork, lo desafió por el liderazgo de los Metal Maniacs, huyendo a la antigua base del Dr. Tezla y regresando. En el tramo final, él y Tork estaban cuello a cuello en el liderato. Pero Tork recordó el accidente de Tone durante su carrera. El revivir el evento del choque causó que Tork pisara a fondo los frenos, dejando a Markie ganar. De cualquier forma, su victoria no duró mucho, debido a que un portal de carreras se había abierto cuando él y Tork estaban corriendo, y los otros Maniacs los habían dejado. Cuando el siguiente portal se abrió, Markie trató de regresar a la carrera con Tork y PorkChop en lugar de él. PorkChop, sin embargo, todavía tenía respeto por Tork y no quería correr en su lugar; ni nadie más en el equipo . Indignado, Markie dejó el equipo. Aunque en el Reino de basura, Markie todavía trataba de que los Metal Maniacs obedecieran sus órdenes. En el reino de chatarra su coche se estrelló y fue capturado por los Drones. Bajo el liderazgo de Kurt, los Metal Maniacs y los Teku colaboraron juntos para infiltrarse en la sede de los Drones utilizando una barredora, entonces Kurt se da cuenta de que los Drones habían reemplazado el brazo de Mark con un brazo Drone. Después de salvar a del Drone Kadeem, Mark agradece a Kurt por haber ido por él, con lo que termina su conflicto para siempre.
- Mitchell "Monkey" McLurg (voz de Andrew Duncan (en)/ Alexander Páez (es)): Bastante Nervioso (figurativa y literalmente), es el mecánico de los Metal Maniacs, quien se enamora de Lani Tam; pero sus sentimientos no son correspondidos y Lani no muestra interés en él, de hecho en ocasiones lo rechaza abiertamente. Monkey prefiere estar en el garaje que en la pista de carreras, pero es un corredor capaz, no obstante. Formuló el más poderoso combustible llamado "Nitrox-3 ½" y construyó a Chispa, un antiguo Racing Drone que es una mezcla de varios drones. No le gusta su nombre real y prefiere ser llamado Monkey. El primer coche de Monkey es "Rollin' Thunder '", su segundo coche, prestado, es el "Spinebuster" que corrió en el Reino de la ciudad y su tercer coche es el "Rat-ifed", que uso una vez.

Chispa - Un robot divertido y molesto creado por Monkey. Él era un RD-S1 antes de que al atravesar el portal con Vert en su Deora II y pierde sus piernas,  y Karma lo estrellara en una pared. Karma y GIG lo repararon y probaron para aprender como los Drones ganaron los reinos. En "La velocidad del Silencio" utilizó un transmisor y robó un coche para escapar, pero fue detenido por Wylde. En "Breaking Point", Monkey lo reconstruye con diferentes partes, incluyendo una cubeta para trapear, una gorra de béisbol, la bandera de una bicicleta, unas gafas y un nuevo brazo y boca robóticos, luces de inicio de carreras y luego las piernas de un MD-01 que le dio Shirako. En "Ultimate Race" Sparky acompaña Vert a ganar la carrera definitiva.

### Teku
El Teku es el segundo equipo de carreras en Acceleracers. Los coches Teku tienen énfasis en la apariencia y el sonido por lo que sus coches han sido modificados no sólo para lucir bien sino para sonar bien, algo parecido a los sintetizadores importados. La palabra Teku se deriva de la pronunciación japonesa de la palabra "tecnología", y el logotipo de la Teku es también como su escritura japonesa (テ ク).
- Nolo Pasaro (voz de Dexter Campana (en)/ Javier Rodríguez Castellanos (es)): Después de que muriera su hermano Tone, Nolo asumió el liderazgo de la Teku. Agresivo y obstinado, muchas de las acciones básicas de Nolo parecen estar influenciadas por su odio a Tork, a quien culpa de la muerte de su hermano. Es también un líder fuerte y celoso, a Nolo tampoco le parece cuando le cuestionan acerca de su juicio o habilidades, lo que causa gran contienda entre él y Vert (quien ansía la oportunidad de asumir el control y probarse a sí mismo). Nolo pone de lado su odio por Tork durante el "Reino de la ciudad" cuando Tork lo salva de los Racing Drones. La interacción entre Nolo y Tork todavía era tensa en  Breaking Point '"muy probablemente debido al vacío que quedó por el odio hacia Nolo". Nolo dejó de hacer rabietas, lo que le ha dió tiempo para convertirse en un mejor líder de la Teku. Durante los eventos en  La Máxima Carrera, Nolo finalmente olvida su odio por Tork y trabajan juntos tanto en el reino cósmico como en la sede de los Racing Drones. Nolo finalmente admite que la muerte de Tone fue el resultado de la conducción negligente de Tone y que esta no fue culpa de Tork (de golpear el coche, este podría haberlo puesto fuera de control). Al final de la película, Nolo cuelga el collar de Tone en la señal de la Highway 35 y se une a Tork para ir a buscar a Vert. Condujo el coche "Synkro", pero más tarde lo reemplaza por "SpecTyte" y luego usa brevemente el "High Voltage". Cuando Tone le preguntó si quería ser el líder, Nolo no aceptó, pues dijo que sería mucho trabajo, Tone le dijo que sólo tenía que permanecer en la onda. Su interés amoroso es Lani, y parece que ella lo corresponde
- Vert Wheeler (voz de Andrew Francis (en)/ Carlos Alberto Ramírez (es)): El exlíder de los Wave Rippers y ganador de la Carrera Mundial. Con 18 años de edad, Vert Wheeler es ahora un miembro del equipo Teku, ayudado por el Dr. Tezla. Vert en un momento creyó que  era el mejor conductor y líder y estaba en desacuerdo constante con Nolo Pasaro, el líder de los Teku. Después de repetidos fracasos personales, tanto en "Ignición" como "Velocidad del Silencio", Vert, finalmente se dio cuenta de que no es tan bueno como él creía que era. Se dio por vencido y se fue, desapareciendo antes de que los equipos se fueran al Reino del Metro. Después de un tiempo de reflexión personal, Vert regresa en "Punto de Quiebre" justo a tiempo para la carrera en el Reino de la Chatarra. Su tiempo lejos pareció suavizar su relación con Nolo. Durante "La Última Carrera", Vert de nuevo se compadeció de sí mismo. Lamentando su decisión de no acompañar a los otros conductores en la misión de rescate a la sede de los "Racing Drones", Vert se quedó atrás cuando el Reino Cósmico se abrió. Todo salió mejor de lo pensado, aunque, como él fue el único que evitó ser capturado, acabó siguiendo a Gelorum en la última carrera. Durante la carrera, Vert mostró su madurez. Al permanecer calmado y concentrado, además de utilizar sus habilidades de conducción sin presumir o alardear, fue capaz de mantenerse al nivel de Gelorum, quien tenía acceso a todos los AcceleChargers. Al final de la última carrera, a Vert se le concedió el honor de ser un verdadero AcceleRacer por los Accelerones. Vert se negó a seguir a los Accelerones a su planeta, y en su lugar eligió volver para ayudar a sus amigos capturados. Él dijo: "La sabiduría es un círculo, lo que se recibe, se debe devolver". Él tuvo éxito ayudándolos a escapar, pero posteriormente fue capturado por los Silencerz. En la escena final, se muestra como su padre se asoció con los Silencerz, y el padre de Vert le dice que necesitan hablar. La primera vez conducía un "Deora II", con la pintura de su coche de la Highway 35. Pero el Deora II se cortó por la mitad al salir del Reino de la Tormenta . Más tarde se cambia a un "Power Rage" y luego a un "Reverb". También condujo una motocicleta llamada "Nightlife". También hay un error de edición entre Highway 35 y AcceleRacers, donde los ojos de Vert cambian de color marrón en la World Race, a un azul claro en AcceleRacers. Vert apareció más tarde en  Hot Wheels Battle Force 5  como el personaje principal, que parece ser completamente diferente aparte de su pelo rubio y ojos azules.
- Kurt Wylde (voz de Brian Drummond (en)/ Harold Leal (es)): El hermano mayor de Mark Wylde y el exlíder de los Street Breed en  Highway 35. Ahora es más tranquilo y distante. Es un Kurt mucho más relajado ya que está tratando de probarse a sí mismo en el equipo Teku en AcceleRacers. Kurt aún está asumiendo a las consecuencias de sus acciones en Highway 35, entre las sospechas de los otros conductores y la hostilidad de su hermano menor, Mark Wylde. Se ha sugerido en la página web AcceleRacers (Cartoon Network) que Kurt sustituye su relación amistosa con Nolo por su fracasada relación fraternal con Mark. El principal argumento en AcceleRacers es la relación entre Kurt y Mark Wylde. Mark terminó en la cárcel debido a un sombrío trato de negocios, en el que Kurt lo involucró. Kurt, por temor a la ruina personal, fracasó al intentar ayudar a Markie con los problemas legales posteriores. En "La Máxima Carrera", y Kurt se redime al reunir a los Teku y los Metal Maniacs en un esfuerzo por rescatar a Markie de los Racing Drones. Después de eso, Markie parece perdonar a Kurt. Además, Kurt es visto en una serie de escenas retrospectivas donde se muestran diferentes miembros de los Metal Maniacs después de la pena de prisión de Markie. Condujo un "Sling Shot", con la pintura de su coche de la Highway 35, hasta que vuelca y pierde una rueda en el Reino de la Tormenta. A continuación, cambia a "Battle Spec".
- Shirako Takamoto (voz de Kirby Morrow (en)/ Carlos Alberto Gutiérrez (es)): El más relajado de todos, lo único que le interesa es la música y divertirse manejando, en el Reino del Acantilado es tirado al vacío por Kurt obligándole a usar el REC, ya que un Sweeper Drone le hizo una fuga en el tanque de Nitrox, haciendo que si Shirako usaba el Nitrox su coche explotaría, matándolo. Porkchop parece especialmente irritado por Shirako y su música a todo volumen (que Shirako escucha en casi todo momento). Condujo el coche "Bassline" y la motocicleta "Nightlife".
- Karma Eiss (voz de Lisa Ann Beley (en)/ Martha Ginneth Rincón (es)): Karma es todo acerca de la superación de los desafíos -mientras más duro, mejor-. Además, parece que los medios para la superar los retos se le dan "perfectamente a ella". Decidida a encontrar la mejor manera de resolver los problemas, es por lo general la primera en entender las cosas. Karma también trabajó con el RD-S1 capturado en Velocidad del Silencio para descubrir una mejor comprensión de los Racing Drones, cómo se generan y cómo ganarles. Karma parece tener una desconfianza persistente de Kurt por su sombrío pasado con Gelorum. Por otro lado, Karma puede estar desarrollando una relación con Taro, un resultado de sus personalidades similares. El coche de Karma era el "Chicane".
- Tone Pasaro (voz de Craig Veroni (en)/ Gonzalo Rojas (es)): Tone Pasaro era el hermano mayor de Nolo y fundador del equipo Teku. Durante una carrera con Tork Maddox, Tone perdió el control de su auto, se estrelló y murió en la explosión. Para Nolo, Tone sirve como guía del mundo espiritual a través de diversos flashbacks. Aunque Tone enseñó a su hermano muchos conceptos sociales y motrices útiles, la cólera de Nolo hacia Tork sobre el accidente se nota en muchas de las acciones de Nolo. En Velocidad del Silencio, Karma Eiss expresa su opinión de que Tone no era el conductor que Nolo recuerda. Más adelante en la película La Máxima Carrera, Nolo finalmente admite que la muerte de Tone fue causado por él mismo, no por Tork. Tone conducía el "Synkro" durante los flashbacks de la carrera fatídica en la que perdió su vida.

### Racing Drones
Originalmente construido por los Accelerones como pilotos de pruebas, estos robots se convirtieron en un problema, ya que harían cualquier cosa para ganar. Los Racing Drones fueron abandonados en la Tierra cuando los Accelerones regresaron a su planeta de origen. Gelorum, su líder, gobernó con mano de hierro ya que no tenía preocupación por la vida -robótica u orgánica-. Al estar los Reinos de Carreras abiertos, los Racing Drones son libres de entrar y ganar AcceleChargers. Las Racing Drones sobresalen en la industria manufacturera, la construcción de los conductores y vehículos en grandes cantidades y con las especificaciones requeridas. También tienen la capacidad de reproducirse y enviar poderes AcceleCharger a los conductores que lo necesiten.
- Gelorum (voz de Kathleen Barr (en)/ Carmen Rosa Franco (es)): Es el villano principal de la serie World Race y más tarde se convirtió en el principal antagonista en la serie AcceleRacers. En AcceleRacers, Gelorum es el miembro de su propio equipo llamado Racing Drones. En la serie World Race, Gelorum fue la principal autora intelectual en CLYP Corporation. Luego, contrató a Zeta-36 (Kurt Wylde) para sabotear la pista y dañar a los corredores, para tener la oportunidad de conseguir la Rueda de Poder. Entonces, ella envió a Zeta-36 (Kurt Wylde) y a sus robots para conseguir la Rueda del Poder por delante de los otros conductores. En Hot Wheels City, Gelorum se dañó por el naufragio de su helicóptero. Entonces, se reveló que Gelorum era un robot. Tiempo después, ella intentó impedir el regreso de la Rueda de Poder a Hot Wheels City, pero fue detenida por Kurt Wylde era ZED-36, a quién contrató. Gelorum atravesó a un portal, prometiendo que "este NO era el final de la carrera." En AcceleRacers, la cara y el cuerpo de Gelorum llevan las cicatrices de su batalla pasada al final de la serie World Race. En "Ignición", ella pide a RD-L1 destruir a Tezla después de estrellarlo pero Tezla usó su REC y escapó. Esto causó que el Racing Drone enviado se enojase, despedazando el coche de Tezla. Ella también ordenó a RD-L1 a capturar a Kadeem después de que este se perdiera en el Reino de la Tormenta. En el Reino de las Ruinas,[1] Se reveló que Gelorum estaba en su forma de robot para liderar el exilio de los drones en la Tierra. En "La Máxima Carrera", Gelorum muestra su verdadera forma, al "destapar" su caparazón humano para atacar Vert. Al final de la serie, es atacada por el Acceleron, enviándola fuera de la carretera durante su pelea con Vert Wheeler.
- RD-L1: Abreviatura para el Racing Drone teniente, que sirve a Gelorum como el segundo al mando
- RD-S1: Abreviatura para el Racing Drone Soldado.
- RD-W: Abreviatura para el Racing Drone Trabajador.
- RD-M: Abreviatura para el Racing Drone motocicleta, también conocida como MD (que es la abreviatura "Motocicleta Drone").
- Conductor Drone de la Sweeper: Acciona el barredor.
- Recon Drones: Los robots flotantes que están en los reinos vigilando a los corredores humanos y los Silencerz.
- Sweeper Drones: Robots pequeños que se esconden bajo los barredores. Comúnmente utilizado por los Drones para sabotear vehículos.

### Silencerz
Su origen es desconocido y sus intenciones oscuras. Los Silencerz son un grupo secreto de conductores que prefieren dejar que la lucha entre los Teku, los Metal Maniacs y los Drones continue antes de hacer su aparición. Se basan en el sigilo y el engaño para ganar ventaja sobre sus competidores. Nombran sus coches como los elementos de la tabla periódica. Sus coches son mucho más avanzados que los Racing Drones. Sus trajes y autos están hechos de un líquido llamado "metal inteligente" que tiene capacidades como: hacerse invisible, cambiar su aspecto al de otro vehículo, incluyendo al conductor, magnetizar las pistas, y lanzar ráfagas de EMP. Usando las capacidades de sus coches, engañaron a los Teku y Metal Maniacs para que lucharan entre sí.
- Mayor Jack "Rabbit" Wheeler (voz de: John Payne): El líder de los Silencerz y también de la Armada de EE. UU. Conduce el Iridium, Metaloid y Antracite. También es el padre de Vert. No parecen tener una relación muy estrecha porque Jack quería que Vert no se juntara a conducir con los Teku por un mes, a pesar de su aparente reconocimiento a Vert tras hacerse campeón en Highway 35. Cuando Vert terminó en la sede de los Silencerz al final de la última película, se encontró con su padre, quien le dijo a Vert que "necesitan hablar". En "Punto de Quiebre", Jack le dijo a Vert que debería tener más cuidado o lo obligaría a dejar las carreras con los Teku.
- Silencerz Drivers: Los pilotos que nunca hablan o dan la cara, ocultos por los cascos.
- Silencerz Técnicos: Científicos en trajes extraños que ocultan sus rostros y nunca hablan.
- X-88: los robots que tienen la misma funcionalidad y el programa por defecto que GIG, el robot flotante del Dr. Peter Tezla. Son capaces de sobreescribir cualquier intento de reprogramación.

### Otros
- Dr. Peter Tezla (voz de Michael Donovan (en)/ John Grey (es)): El Dr. Tezla abandonó el Cube y se escondió en el Acceledrome donde llevó a cabo una investigación centrada en la Rueda de Poder. Una vez que descubrió la naturaleza de la Rueda del Poder y los Reinos de Carreras, el Dr. Tezla reclutó a expilotos de la World Race para ayudarlo a competir en los Reinos de Carreras y obtener el poder de los AcceleChargers. Al ser perseguido por Gelorum, los Racing Drones, y aparentemente por los Silencerz, el Dr. Tezla sólo comparte información si lo considera realmente necesario. Esto genera cierta desconfianza entre los pilotos que él dirige  (especialmente Kurt Wylde, que nunca ha confiado en Tezla). A pesar de su naturaleza secreta, su compañero más confiable es Gig, un ordenador / robot flotante. El Dr. Tezla quedó incapacitado corporalmente en el intento de evitar que los Drones obtuvieran la Rueda de Poder. Ahora camina y se para con la ayuda de soportes motorizados. El Dr. Tezla también tiene algún tipo de conexión con los Silencerz. Cuando se le preguntó acerca de esta relación aparente, afirmó ser víctima de un robo. Más tarde se nos revela que el Dr. Tezla solía trabajar para los Silencerz, pero luego los dejó,tomando algo de su tecnología, incluyendo a Gig. Usando esta tecnología, el Dr. Tezla tomó el crédito para él y se hizo rico.
- Lani Tam (voz de Venus Terzo(en)/ Klaudia Kotte (es)): Una expiloto de la World Race y exmiembro del equipo de los Wave Rippers, que ahora trabaja para el Dr. Tezla en el Acceledrome como jefe de equipo, médico y mecánico. Al final de la World Race, ella se involucró con Taro Kitano. Su relación parecía haberse echado a perder para cuando AcceleRacers comienza. Taro le dijo a Lani que era "difícil hablar". Aunque Lani muestra periódicamente que ella aún podría tener sentimientos por Taro, esto nunca es recíproco. Sin embargo, Lani puede estar desarrollando sentimientos hacia Nolo, ya que son vistos juntos muy a menudo en las películas y con una relación más suave que con los demás, así como parece ser correspondida por Nolo.
- Gig (voz de Kasper Michaels (en)/ Gonzalo Rojas): Siendo un ordenador / robot flotante, Gig es aparentemente el fiel compañero del Dr. Tezla. Un robot Modelo X-88, Gig fue robado de los Silencerz cuando el Dr. Tezla dejó al equipo.El Dr. Tezla pensó que lo había reprogramado correctamente, pero resultó que Gig estaba haciendo el papel del espía,entregando información del Dr. Tezla a los Silencerz. El engaño de Gig fue descubierto por Lani en la película 'The Ultimate Race'. Poco después, Gig dio su vida para destruir un ejército de Racing Drones detonando personalmente los tanques de almacenamiento de Nitrox 2 en el Acceledrome. La página web de AcceleRacers (Cartoon Network) insinúa que su cerebro electrónico  es vulnerable a la manipulación. Él actualmente ha fallecido.
- Brian Kadeem (voz de Cusse Mankuma (en)/ Raúl Forero (es)): Kadeem, un expiloto de la World Race, llevó a los demás pilotos por un Reino, pero se perdió cuando fue echado fuera de la pista por un RD-1. Fue capturado por los Racing Drones y trasladado a su sede. Después de negarse a revelar la ubicación del Acceledrome a Gelorum, la zona abdominal, y uno de los brazos de Kadeem y sistema reproductivo fueron despiadadamente "desinstalados" para permitir a Gelorum "instalarle" caomponentes robóticos, lo que lo dejó como un esclavo bajo su control. Kadeem no sobrevivió al proceso. Murió suplicando a Gelorum detener el proceso de conversión. Como cyborg, le faltaba su torso,un brazo, y su cabello estaba conectado con la tecnología de los Drones. Su cuerpo fue visto por última vez cayendo del edificio del Drones para capturar a Markie.
- Banjee Castillo, Alec "Hud" Wood y Dan Dresden: Los ex Racers Mundiales que se perdieron en los Reinos de carreras antes de los acontecimientos de Ignición mientras conducían para el Dr. Tezla. Banjee Castillo estaba en el Reino del Pantano algún tiempo antes de Ignición, ya que su coche se ve brevemente (abandonado y medio sumergido en el agua sin su piloto dentro). No se sabe lo que pasó a Alec Wood o a Dan Dresden, aparte de que Lani Tam mencionó que condujeron para Tezla antes de que reclutaran a los Teku y los Metal Maniacs en Ignición. Es posible que Banjee sobreviviera, ya que no se veía en el coche. Muchos fanes creen que estos pilotos fueron rescatados y reclutados por los Silencerz.
- Acelerones: los corredores aliemígenas que crearon a Gelorum y los Racing Drones hace mil años. También crearon las pistas de la Highway 35, la Rueda de Poder, los Hyperpods, los distintos Reinos, y los AcceleChargers. En Hot Wheels Acceleracers 'La Última Carrera', Gelorum utiliza todos los AcceleChargers para completar los reinos y Vert Wheeler utiliza sus habilidades de conducción para la prueba. El Acceleron usó sus poderes para cambiar el traje y casco de Vert en el de un Acceleron. Después de que Gelorum fuera derrotada por el Acceleron, éste da la vuelta para ver el coche de Vert, y abrió un portal para ir ambos al planeta de los Acceleron, aunque Vert rechazó la oferta, decidiendo rescatar a sus amigos. Entonces el Acceleron le dio a Vert Wheeler la lección final: "Lo que recibes debe devolverse". Acceleron abrió un portal de modo que Vert podría volver al Acceledrome y salvar a sus amigos de los Racing Drones.
- La mamá de Vert.: Apareció en Breaking Point (sólo en una fotografía). Las fotos de la mamá de Vert también aparecen en Hot Wheels Acceleracers - La velocidad del Silencio, en una mesita de noche justo antes de la apertura del Reino de metro.

## Reinos vistos en las películas
Ignición:
Reino de la Tormenta,
Reino del Pantano.
La Velocidad del Silencio:
Reino de las Cavernas,
Reino de la Lava,
Reino del Agua,
Reino de la Ciudad.
Punto de Quiebre:
Reino del Acantilado,
Reino del Hielo,
Reino de las Tuberías,
Reino de la Basura.
La Última Carrera:
Reino de las Ruinas,
Reino Cósmico,
Reino de la Tormenta,
Reino de las Cavernas,
Reino del Agua,
Reino de la Ciudad,
Reino del Acantilado,
Reino de la Basura.
Y el Mundo de los accelerons.